# Slender: The Eight Pages
Slender: The Eight Pages (дословно c англ. — «Слендер: Восемь страниц»), ранее известная как Slender — независимая компьютерная игра в жанре survival horror от первого лица, разработанная на движке Unity и выпущенная в июне 2012 года американским разработчиком Марком Дж. Хэдли. В The Eight Pages игрок управляет безымянным персонажем, цель которого — собрать восемь страниц, разбросанных по тёмному лесу, стараясь избегать преследующего персонажа Слендермена.
Slender: The Eight Pages получила положительные отзывы от критиков и игроков — её хвалили за эффективную хоррор-составляющую и атмосферу, хотя и критиковали посредственную графику и однообразный и короткий геймплей. Игра стала популярной, благодаря видеороликам в жанре «летсплей», и вдохновила разработчиков на создание многочисленных игровых подражателей и фанатских проектов. Уже в 2013 году студия Марка Хэдли Parsec Productions совместно с Blue Isle Studios выпустила продолжение Slender: The Arrival.

## Игровой процесс

Скриншот из игры, на котором игрок видит Слендермена

Slender: The Eight Pages представляет собой достаточно короткую по длительности игру в жанре survival horror с видом от первого лица. Действие игры происходит в тёмном густом лесу ночью, цель игрока — собрать восемь книжных страниц, разбросанных по всей лесной локации. Игрок медленно передвигается пешком, но способен на бег, из-за которого ухудшается его зрение и истощается выносливость. Какого-либо оружия или инвентаря в игре нет, у персонажа только фонарик с ограниченным запасом батареи.
На протяжении всей игры игрок должен избегать Слендермена — высокого бледного и безликого мужчины, преследующего и выслеживающего персонажа. О присутствии Слендера игра предупреждает звуковыми сигналами и помехами изображения. Он появляется в любое время и не двигается, когда игрок замечает его. Если игрок слишком долго смотрит на врага, то игра заканчивается, и единственным способом не проиграть является побег и поиск укрытия. Но чем больше персонаж собирает страниц, тем более велики шансы на встречу со Слендером, и тем меньше остаётся времени на побег. После завершения игры игроку открываются дополнительные настройки, вроде дневного режима.

## Разработка и выход
Слендермен — вымышленный персонаж, созданный в 2009 году. После того, как Эрик Кнудсен опубликовал на форумах два чёрно-белых фотомонтажа с его изображением, персонаж распространился по всему Интернету, и пользователи стали создавать собственные истории с ним. Фанатские творения, одним из которых стал веб-сериал «Мраморные шершни», расширили мифологию Слендермена. The Eight Pages была разработана студией Parsec Productions, созданной 35-летним разработчиком из Нью-Мексико Марком Дж. Хэдли под ником AgentParsec. Марк хотел разрабатывать настольные и карточные игры, но его проекты были практически незаметны. В то же время, он был большим поклонником сериала «Мраморные шершни» и решил разработать игру по его мотивам, чтобы потренироваться в создании проектов на движке Unity. Работа над игрой началась в начале мая 2012 года — это был его первый опыт в программировании за десять лет.
Хэдли черпал вдохновение со своей любимой хоррор-игры 2010 года Amnesia: The Dark Descent, которая была крайне атмосферной и не пугала игрока скримерами. Марк добавил Слендермену черту случайного появления, поскольку почувствовал, что сценарность из Amnesia сведёт на нет его игру. Из-за нехватки времени Марк не смог проработать модель Слендера, и, по его словам, игроки могут быть слишком напуганы, если будут обращать на него внимание. Поскольку все ассеты из The Eight Pages были бесплатными, графика в игре откровенно низкого качества. Звуковое сопровождение и музыку Хэдли сделал «повторяющейся и монотонной», чтобы подчеркнуть атмосферу.
Лес в игре представляет собой плоскость без перепадов высот — это решение было вынужденным, поскольку написанный Хэдли программный код для передвижения Слендермена работал только в двух измерениях. Здание общественного туалета, которое можно найти в игре, задумывалось больше по размерам и выглядело иначе: это должна была быть заброшенная и выгоревшая в пожаре больница наподобие той, где разворачивалось действие 51-й серии «Мраморных шершней». От этой задумки пришлось отказаться, поскольку слишком большое здание замедляло бы игру.
The Eight Pages была выпущена 26 июня 2012 года в качестве бесплатной бета-версии под названием Slender на Windows и OS X. Хэдли опубликовал её на форумах движка Unity и месседж-бордах по Слендеру, а также загрузил трейлер на YouTube. Он долго не собирался её обновлять в дальнейшем, но последующая популярность проекта заставила его внести поправки — были добавлены туман и щупальца из спины Слендермена.

## Отзывы критиков
Slender: The Eight Pages получила положительные отзывы от критиков. Многие рецензенты сочли хоррор-составляющую эффективной частью игры, несмотря на минимализм и посредственную графику. Им также понравилась гнетущая атмосфера. Чарльз Оньетт из IGN и Эван Киллхэм из VentureBeat написали, что игра вызывает чувство беспомощности и уязвимости. Издание IndieWire назвало The Eight Pages одной из 10 лучших инди-игр 2012 года.
В то же время София Вицислик-Уилсон из TechRadar и Джим Норрис из PC World сочли, что геймплей, состоящий из ходьбы и собирания записок, наносит игре ущерб. София похвалила напряжённую атмосферу, которую подкрепляет простая графика и освещение, но раскритиковала медлительный темп и «скучный» геймплей, которому не хватает разнообразия. Но в то же время оба критика отмечали оригинальность в сравнении с другими творениями по Слендермену.
В 2012 году игра победила в номинации «Best Free To Play» на церемонии Golden Joystick Awards.

## Популярность
Один из пользователей форума по Слендеру показал Slender ютуберу Тому Уэлодну с ником JurassicJunkie, который затем опубликовал видео в жанре «летсплей» и создал неофициальный веб-сайт для загрузки игры. Хэдли был слегка раздражён несанкционированным сайтом Тома и позже создал официальный. Тем не менее, усилия Уэлдона помогли Slender стать популярнее в Интернете .
Вскоре после того, как Пьюдипай записал свой летсплей по игре, она стала вирусной, и многие ютуберы записали свои видео по Slender, получив миллионы просмотров. Зачастую в их летсплеях преобладали паника и сильно преувеличенные крики после какого-то страшного момента в игре. The Eight Pages развирусилась в Интернете, а официальный сайт на некоторое время прекращал работу из-за наплыва огромного количества игроков. В неё также поиграл телеведущий Конан О’Брайен в рамках рубрики «Clueless Gamer» ток-шоу «Конан».

## Влияние и наследие
Успех Slender: The Eight Pages побудил Parsec Productions сотрудничать со студией Blue Isle Studios для создания сиквела. Соавторами сценария выступили авторы веб-сериала «Мраморные шершни». Когда Slender: The Arrival была официально анонсирована, разработчики написали, что в игре будет «больше уровней, улучшенные визуальные эффекты и увлекательный сюжет». The Arrival была выпущена в марте 2013 года. Несмотря на то, что критики высоко оценили историю и подачу, они также сочли, что она уступает The Eight Pages и делает упор на скримеры. Эдвин Эванс-Тируэлл из GamesRadar+ посчитал, что это та же The Eight Pages, но с незначительными улучшениями.
Успех Resident Evil 4 2005 года выпуска побудил разработчиков высокобюджетных хоррор-игр сделать выбор в пользу экшена. Данный подход был оспорен независимыми разработчиками таких игр, как Amnesia: The Dark Descent, Five Nights at Freddy’s и Slender: The Eight Pages, которые делали упор на атмосферу, часто давая персонажу игрока лишь фонарик.
Кейт Райхерт из Game Developer посчитала, что успех Slender доказал, что инди-игры, даже если они крайне простые и созданы разработчиками-одиночками, могут навязать серьёзную конкуренцию мейнстримным проектам. Основной причиной популярности игры она назвала крипипасты про Слендермена. The Eight Pages вдохновила многих независимых разработчиков на создание своих фанатских игр по Слендеру. Поклонники даже сделали неофициальный кооперативный режим для Half-Life 2, вдохновлённый Slender. В своей монографии, посвящённой популярности Слендермена, Шира Чесс и Эрик Ньюсом назвали The Eight Pages и The Arrival самыми успешными играми про персонажа. Они отметили, что, несмотря на то, что игры про Слендермена не внесли чего-то нового в лор персонажа, они сыграли ключевую роль в расширении аудитории читателей крипипаст. Их популярность перенесла фэндом с форумов про персонажа в видеоигры, что привело к притоку новых поклонников.
В ретроспективном обзоре на игру редакторы GamesRadar+ назвали The Eight Pages «классической в хоррор-играх». В 2015 году Дэн Уайтхед из Eurogamer сравнил влияние Slender на хоррор-игры с тем, какой прорыв на фильмы ужасов произвела лента 1999 года «Ведьма из Блэр: Курсовая с того света». По его словам, игра «свела хоррор-гейминг к своей чистейшей сути, восхитительному и вызывающему панику». И, несмотря на то, что она была «довольно некачественной и ей не хватало длительной популярности и реиграбельности», «она подтолкнула игровые ужастики на другой уровень».